# 伊朗—斯里蘭卡關係
伊朗和斯里兰卡自1961年起建立正式外交关系。1990年，斯里蘭卡在伊朗的德黑兰設立了大使馆以及办事处。伊朗于1975年在可倫坡设立了办事处。
马哈茂德·艾哈迈迪内贾德成为伊朗总统后，斯里蘭卡是他首次亚洲之行访问的第一个国家。马欣达·拉贾帕克萨上任后也将該國与伊朗的关系列为优先事项。

## 发展
伊朗资助了斯里兰卡的一些项目。2010年，兩國同意为斯里蘭卡的Uma Oya 多用途开发项目拨款4.5-5亿美元，这是一个位于中央省的90-100兆瓦水力发电厂。伊朗还投资了斯里兰卡炼油厂，伊朗的投资帮助斯里兰卡的石油生产能力翻了一番。伊朗还投资于斯里蘭卡的农村电气化。这些项目使伊朗成为斯里兰卡最大的援助国。2021年12月23日，伊朗政府同意斯里兰卡以分期交付茶叶的方式偿还2012年欠下的、约2.5亿美元的石油债务。該交付方式自2023年7月起實施。

## 军队
在斯里兰卡内战期间，在泰米尔伊拉姆猛虎解放组织对斯里兰卡空军进行了一次特别大胆的袭击后，斯里兰卡政府向伊朗寻求低息贷款，用以支付斯里兰卡购买的电子侦察机和无人驾驶飞行器的费用。 伊朗暗中同意发放贷款，并邀请斯里兰卡军官到伊朗进行训练。